# Limnobium
Limnobium ist eine Pflanzengattung in der Familie der Froschbissgewächse (Hydrocharitaceae).

## Beschreibung
Limnobium-Arten sind ausdauernde, krautige Wasserpflanzen. Rhizome fehlen. Die Ausläufer schwimmen auf der Wasseroberfläche oder hängen unter Wasser. Sie sind kurz, unverzweigt und besitzen Wurzeln oder nicht. Die Blätter sind gestielt und basal, auf der Wasseroberfläche schwimmend oder aus ihr herausragend. Die Blattspreite ist elliptisch bis kreisförmig. Ihre Basis ist nierenförmig bis herzförmig, das Ende stumpf bis zugespitzt. Die Mittelrippe besitzt keine Vertiefungen entlang ihrer Seiten. Die Spreite ist durchgehend einheitlich gefärbt, auf ihrer Unterseite befinden sich keine Stacheln.
Der Blütenstand ist zymös, sitzend oder kurz gestielt. Die Spatha ist nicht geflügelt. Die Gattung ist monözisch. Die Blüten sind gestielt und erscheinen über der Wasseroberfläche. Die Kronblätter sind grünlich weiß bis gelblich. Bei männlichen Blüten sind die Staubfäden mindestens auf der Hälfte ihrer Länge verwachsen. Die Staubbeutel sind länglich. Bei den weiblichen Blüten sind die Fruchtknoten einkammerig, besitzen aber scheinbar 6 bis 9 Kammern. Die 3 bis 9 Griffel sind bis fast zum Grund zweispaltig. Die Früchte sind ellipsoid bis kugelförmig, glatt bis gerippt und ungleichmäßig aufplatzend. Die Samen sind ellipsoid und mit stumpfen, zylindrischen Haaren bedeckt.

## Vorkommen
Das Areal der Gattung umfasst Nord-, Mittel- und Südamerika.

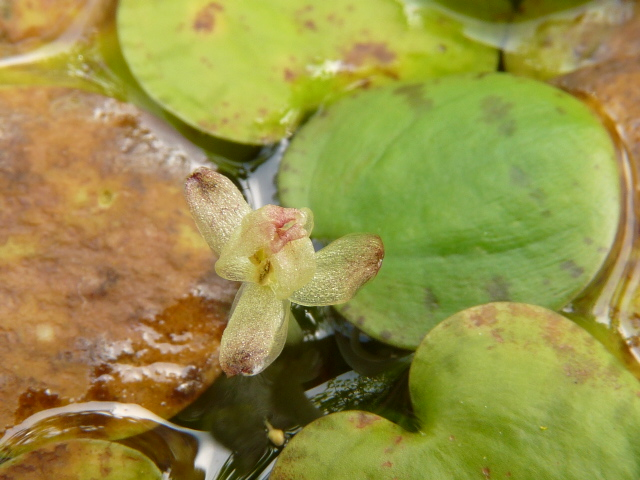
Blüte von Limnobium laevigatum

## Systematik
Die Gattung Limnobium wurde 1814 von Richard erstbeschrieben und besteht aus 2 Arten:
- Südamerikanischer Froschbiss (Limnobium laevigatum (Humb. & Bonpl. ex Willd.) Heine): Er kommt vor von Mexiko bis in die Karibik und ins tropische Mittel- und Südamerika.[1]
- Nordamerikanischer Froschbiss (Limnobium spongia (Bosc) Richard ex Steudel): Er kommt nur in den zentralen und östlichen Vereinigten Staaten vor.[1]

## Belege
- Robert R. Haynes: Limnobium. In: Flora of North America Volume 22. (online)
- Christel Kasselmann: Aquarienpflanzen. Ulmer Verlag, Stuttgart 1995; 2., überarbeitete und erweiterte Auflage 1999, ISBN 3-8001-7454-5, S. 332 f.